# Abstammung
Abstammung ist ein Begriff aus der Biologie, der besagt, dass die gesamte organismische Mannigfaltigkeit der Erde das Ergebnis einer stammesgeschichtlichen Entwicklung (Phylogenie) ist. Die unterschiedlichen Abstammungstheorien führen die Evolution auf eine oder mehrere Urarten zurück.
In der Rechtswissenschaft wird unter Abstammung die rechtliche Zuordnung einer natürlichen Person über ihre Eltern zur Verwandtschaft verstanden.
In der Familiensoziologie und der Ethnosoziologie bezeichnet Abstammung die Ableitung von Nachkommen von ihren Vorfahren mit entsprechenden Gruppenzugehörigkeiten.
Abstammung bezeichnet im übertragenen Sinn auch die Weitergabe und Fortentwicklung von Ideen und Abstraktionen.

## Biologie
In der Biologie wird die Bezeichnung Abstammung verwendet, um einerseits die unmittelbare (genetische) Herkunft zu beschreiben, andererseits die stammesgeschichtliche Entwicklung („Mensch und Schimpanse stammen von gemeinsamen Vorfahren ab“). Abstammung wird hier verstanden als die Herkunft eines Individuums von einem bestimmten weiblichen Elter, von dem die Eizelle stammt („Mutter“) und von einem männlichen Elter, von dem das Spermium stammt („Vater“), also die biologische Elternschaft. Im weiteren Sinne bezieht sich die Bezeichnung auch auf die Eltern der Eltern (die Großeltern), die Eltern der Großeltern und alle weiteren unmittelbaren Vorfahren bis zurück zur sogenannten Urzeugung, das heißt auf die biologische Abstammungstheorie.

## Rechtswissenschaft

### Zugehörigkeit zu einer Familie
Der Begriff der Abstammung wird in Deutschland in § 1589 des Bürgerlichen Gesetzbuchs (BGB) zur Definition der Verwandtschaft oder Blutsverwandtschaft verwendet. Dabei wird nicht allein auf die biologische Elternschaft abgestellt, sondern in den §§ 1591 ff. BGB eine eigenständige rechtliche Regelung im Sinne der familiären Herkunft getroffen, die in manchen Fällen von der biologischen Elternschaft abweichen kann.
Dabei war die Bestimmung der Mutterschaft früher problemlos, was in dem lateinischen Rechtssatz “Mater semper certa est” (deutsch: „Die Mutter steht immer sicher fest“) zum Ausdruck kam. Seitdem es (wenn auch in Deutschland verboten, siehe § 1 Embryonenschutzgesetz) medizinisch möglich ist, einer Frau eine befruchtete Eizelle einer anderen Frau einzupflanzen, bedurfte es einer Regelung, wer in einem solchen Fall die Mutter ist. Nach § 1591 BGB ist das die Frau, die das Kind geboren hat.
Für die Bestimmung der Vaterschaft findet sich die grundlegende Regelung in § 1592 BGB. Danach ist rechtlich Vater der Mann,
1. der zum Zeitpunkt der Geburt mit der Mutter verheiratet war,
2. der die Vaterschaft anerkannt hat oder
3. dessen Vaterschaft nach § 1600d BGB oder § 182 FamFG gerichtlich festgestellt ist.

Damit können biologische Vaterschaft und rechtliche Vaterschaft auseinanderfallen. Um diesen Zustand zu beseitigen, gibt es in bestimmten Fällen die Möglichkeit einer Vaterschaftsanfechtung (§ 1600 BGB). Soweit nicht auf Grund der ehelichen Geburt oder einer Vaterschaftsanerkennung ein Vater feststeht, bedarf es einer gerichtlichen Vaterschaftsfeststellung, wobei in Zweifelsfällen ein Abstammungsnachweis oder ein Abstammungsgutachten notwendig ist. Ebenso können die Beteiligten voneinander die Mitwirkung an einer Abstammungsfeststellung nach Maßgabe von § 1598a BGB verlangen (Abstammungsklärung).
Rechtsnormen können vorsehen, dass die Rechtsfolgen der Elternschaft aufgehoben und – insbesondere im Falle der Adoption – durch eine rechtliche Elternschaft ersetzt werden. Durch die Adoption eines Minderjährigen wird die Elternschaft rechtlich von der Abstammung gelöst. Das Verwandtschaftsverhältnis zu den bisherigen Verwandten erlischt (§ 1755 BGB), durch den gerichtlichen Beschluss entsteht ein neues Eltern-Kind-Verhältnis zu dem oder den Annehmenden (§ 1754 BGB). Bei der Volljährigenadoption gehen die Rechtswirkungen weniger weit (vgl. § 1770, § 1772 BGB).
Das Oberlandesgericht Hamm hat im Februar 2013 entschieden, dass ein im Reagenzglas gezeugter Mensch (die Klägerin ist eine junge Frau) das Recht auf die Herausgabe des Namens seines / ihres biologischen Vaters hat. Es gab damit dem Recht auf Wissen um die eigene Abstammung Vorrang vor der Anonymität, die den Samenspendern damals zugesichert worden war. Das Urteil ist rechtskräftig. Eine Revision ist laut OLG nicht zugelassen. Vor diesem Urteil hatten zahlreiche „künstlich“ Gezeugte beklagt, ihren biologischen Vater nicht zu kennen und nicht kennenlernen zu können.

### Zugehörigkeit zu einer Ethnie
In Staaten, in denen die Staatsbürgerschaft gemäß dem Abstammungsprinzip (Jus sanguinis) bestimmt wird, ist die Abstammung eines Menschen von vorhandenen Staatsbürgern von entscheidender Bedeutung. So sollen nach dem Ius sanguinis z. B. diejenigen leicht deutsche Staatsangehörige werden können, die von deutschen Staatsangehörigen abstammen. Darüber hinaus führte das Grundgesetz mit den Statusdeutschen gemäß Artikel 116 eine ethnisch definierte Kategorie von Deutschen im Sinne des Grundgesetzes ein, die inzwischen weitestgehend gegenstandslos geworden ist. In deren Rahmen ist die Privilegierung deutscher Volkszugehöriger (und teilweise auch Deutschstämmiger) gegenüber denjenigen, die keine deutschen Vorfahren aufweisen können, legitimiert worden. Im Jahr 2000 ist durch die Einführung des „Optionsmodells“ in das deutsche Staatsangehörigkeitsrecht ein Element des Geburtsortsprinzips (Jus soli) eingefügt worden, das die Integration Nicht-Deutschstämmiger mit Migrationshintergrund in die deutsche Gesellschaft erleichtern soll. Im Gegenzug wird es für Deutsche in Russland und in anderen postkommunistischen Staaten vor allem wegen fehlender Deutschkenntnisse immer schwieriger, unter Berufung auf ihre deutsche Volkszugehörigkeit als Spätaussiedler Aufnahme in der Bundesrepublik Deutschland zu finden.

## Soziologie
„Abstammung“ ist im Verständnis von Familien- und Ethnosoziologie ein System von Vorstellungen, ein soziales Konstrukt, in dessen Mittelpunkt der Bezug der Nachkommen zu ihren Vorfahren steht, mit der entsprechenden Übertragung und Vererbung von sozialen Gruppenzugehörigkeiten, Positionen, Ansehen, Ämtern, Privilegien sowie Eigentum. So ergibt sich für jede Person („Ego“) eine Ahnentafel, die wichtig ist für ihre Verwandtschaftsbeziehungen, Heiratsregeln und andere soziale Zusammenhänge. Zwei Hauptgruppen der Herleitung werden unterschieden:
- unilineare, einlinige Abstammung:
  - patrilinear: ausschließlich über die Linie des Vaters, seines Vaters und so fort (siehe auch Stammlinie, Agnat);
  - matrilinear: ausschließlich über die Linie der Mutter, ihrer Mutter und so fort;
  - bilinear: doppelt, über beide Linien, je eine nach sozialem Zusammenhang;
  - ambilinear: eine selbst gewählte, von der Mutter oder vom Vater übernommene gemischte Linie;
  - parallel: die Mutter überträgt ihre Linie an Töchter, der Vater seine an Söhne.
- kognatisch-bilaterale Abstammung: beide Linien gleichzeitig und gleichwertig.

Durch einen unilinearen, einlinigen Bezug auf einen gemeinsamen Vorfahren (Stammvater oder Stammmutter) ergeben sich klar getrennte und nicht überschneidende Abstammungsgruppen (Lineages, Clans), die sich unterscheiden lassen in exogam (Heirat außerhalb der eigenen sozialen Gruppe) und endogam (Heirat innerhalb).
Die kognatische, bilaterale Abstammungsregel entspricht den in modernen Gesellschaften üblichen Verwandtschaftsbeziehungen: Kinder gehören gleichzeitig zur Linie und Familie der Mutter und zur Linie des Vaters.

## Sonstige Bedeutungen
- Abstammungsmythen werden in der Völkerkunde als Herkunftssagen bezeichnet.
- Für die Tierzucht unerlässlich ist die Zuchtwertschätzung (Abstammungsbewertung).